# Магинское сельское поселение
Магинское се́льское поселе́ние — муниципальное образование в Николаевском районе Хабаровского края Российской Федерации. 
Административный центр — посёлок сельского типа Маго (бывший до 2011 года посёлком городского типа).

## История
Образовано в 2004 году. С июля 2004 до июля 2011 года имело статус городского поселения.

## Население
| 2010  | 2011  | 2012  | 2013  | 2014  | 2015  | 2016  |
| ----- | ----- | ----- | ----- | ----- | ----- | ----- |
| 1548  | ↘1528 | ↘1451 | ↘1423 | ↘1380 | ↘1325 | ↘1273 |
| 2017  | 2018  | 2020  | 2021  |       |       |       |
| ↘1249 | ↘1203 | ↘1132 | ↘893  |       |       |       |

## Населённые пункты
В состав поселения входят 2 населённых пункта:
| № | Населённый пункт | Тип     | Население |
| - | ---------------- | ------- | --------- |
| 1 | Гырман           | село    | ↘39       |
| 2 | Маго             | посёлок | ↘854      |